# Monográfia
A monográfia önálló dolgozat, szakmai írásmű, amely egy tudományos kérdést minden szempontból, kimerítően, egységbe foglalva tárgyal. Gyakran doktori dolgozatok, akadémiai pályaművek. A monográfia  abban különbözik a tankönyvektől, kézikönyvektől, hogy nem egy bizonyos tudományterület egészét térképezi fel, hanem annak csak egy részét mutatja be. A kisebb terjedelmű, részben a nagyközönségnek szánt, tömörebb művet kismonográfiának nevezik.

## A szó eredete
A szó görög eredetű, a mono 'egy' és a grafia 'rajz, leírás' szavak összetételéből keletkezhetett és az egy bizonyos tárgyról való írásra utalhat – a monográfiák ugyanis abban különböznek a tankönyvektől, kézikönyvektől, hogy nem valamely tudományterületet térképezik fel, hanem egy bizonyos kutatást vagy tanulmányt ismertetnek.
Az akadémikusok gyakran vesznek részt könyvek szerkesztésében, kutatásaikat általában cikkek formájában publikálják; ám monográfia kiadására kevesen vállalkoznak – tudományos körökben ez az egyik legkomolyabb szakmai előmenetel.